# Суровицький Андрій Олександрович
Андрій Олександрович Суровицький — солдат Збройних Сил України, учасник російсько-української війни, що загинув у ході російського вторгнення в Україну в 2022 році.

## Життєпис
Андрій Суровицький народився 24 квітня 2002 року в Чернігові. Після закінчення загальноосвітньої школи № 35 навчався у Чернігівському коледжі економіки і технології ЧНТУ, який закінчив 2021 року за спеціальністю «Харчові технології». Відразу заключив контракт із ЗСУ. Військову службу ніс у складі 30-ї окремої механізованої бригади імені князя Костянтина Острозького. З початком повномасштабної війни перебував на передовій. Загинув 8 травня 2022 року біля селища Нью-Йорк Донецької області під час виконання бойового завдання. Поховали військовослужбовця на кладовищі Ялівщини на Чернігівщині.

## Родина
У загиблого залишилася мама, вітчим та менший брат Мишко, а також бабуся та дідусь.

## Нагороди
- Орден «За мужність» III ступеня (2022, посмертно) — за особисту мужність і самовіддані дії, виявлені у захисті державного суверенітету та територіальної цілісності України, вірність військовій присязі[3].